# 聖水大橋倒塌事故
聖水大橋倒塌事故（：／ Seongsu Daegyo bunggoe sago */?）發生在1994年10月21日的早上，當時聖水大橋上段的桁架突然倒塌，掉入首爾的漢江，導致32人死亡，另外17人受傷。事故原因包括了焊接瑕疵、鏽蝕的伸縮鉸鍊，以及維護不當。這次的橋梁崩塌只是南韓現代化過程中一連串災害的其中之一，其他事故還包括1987年的遊船火警、西海轮渡沉没事件、韓亞航空733號班機空難、1993年的無窮花號事故，以及1995年大邱上仁洞氣爆事故和三豐百貨店倒塌事故。

## 背景
聖水大橋於1977年4月9日開始興建，並在1979年10月15日由東亞建設工業公司完工，建設成本為115.8億韓元（相當於2017年的690億韓元）。當時，外國公司無法參與該建設合約，導致國內建設公司為了回應軍事獨裁者朴正熙的漢江南部發展計畫，面臨日益增大的需求，進而使資源變得吃緊。這座懸臂橋設有四條車道，寬19.4公尺，全長1,160公尺，且車速限制為60公里/時。除了其功能性，橋的設計也特別強調美學，這使得它和當時的其他橋梁有所不同。聖水大橋是漢江上的第11座橋梁，有效地減輕了附近的永東大橋和漢南大橋的交通壓力。。
1992年，第二座幸州大橋在建設中發生崩塌事故，幸運的是，此次事故未導致任何人員傷亡。同年稍晚，昌盛大桥，位於南海及南慶尚道，在與聖水大橋相似的情況下也發生了崩塌。當時，建設合同往往會頒發給那些承諾能最快完成施工的公司，這樣的制度激勵了公司以低成本和匆忙的方式進行建設，導致安全措施被忽視。東亞建設提出的聖水大橋投標價格只是當初預估成本的一半。這種趕工的方式被認為是韓國"빨리빨리"（ppalli ppalli，意指“快速、迅速”）文化的一個不良反映。
聖水大橋連接了河北的城東區與河南的江南區，是首爾最繁忙的橋梁之一。。隨著江南地區的逐步發展，這座橋每日的車輛流量急增至16萬輛。大橋的南方是奧林匹克大路。從該橋建成至其崩塌的15年間，由於其使用年限不滿20年，它只接受了針對老化的基本檢查，並未進行深入的詳細審查。

## 坍塌

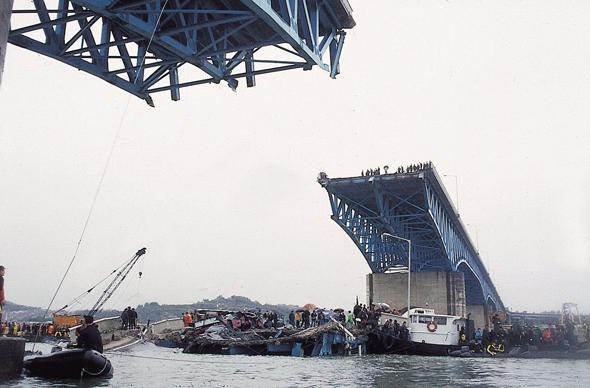
坍塌後

1994年10月20日，也就是大橋倒塌的前一晚，首尔特别市厅的工人於晚上9:30在大橋上鋪設了一塊小型鋼板，目的是為了覆蓋一處位於接縫處的大裂縫，這個位置距離後來崩塌的地點約50公尺。原先計畫於當天進行的橋梁修復工程，由於天氣原因被迫延後。
在10月21日，也就是禮拜五的早上6:00，當司機們注意到橋上的裂縫後立刻上報，但市府否決了他們的擔憂，表示該裂縫已通過鋼板的安裝得到了修復。
在早上7:38，當正值上班高峰時段，聖水大橋北邊長約48公尺的一段突然坍塌，跌落至下方大約20公尺深的漢江中。有生還者表示，坍塌時的聲音如同打雷般震耳欲聾。橋上的車輛平均速度約為40公里/小時，事故涉及六輛車，其中包括一輛警車和一輛載有31人的公車。那輛警車裡有11名警察和輔警，他們因被評選為模範警員而出勤。據說，因為前一晚的大雨，當天橋上的車流量較少。當橋梁坍塌時，兩輛小車、警車以及另外兩輛車墜入江中。由漢星運輸營運的16號公車從首爾大公園駛往樊洞，當它快要通過崩塌的橋段時，公車的後半部開始傾斜，隨後前部猛地向上翹起，導致整輛公車頭部著地墜落，受到重力影響，車身受到嚴重損壞，差不多被壓縮到原本的一半大小。

### 受害者
在這次的災難中，共有32人喪生，其中29名是16號公車的乘客，當時載有31人。在這些罹難者中，包括了：
- 公車司機[26]、首爾教育大學的學生[27]、首爾警察[28]、漢陽女子中等學校教師[29]各一名
- 來自於城東區杏堂洞的八名舞鶴女子高等學校[30]和一名舞鶴女子中等學校的學生[31][25][32]
- 兩名安岩初等學校的教師[33]。

公車上的兩名乘客在墜落後幸存，但在等待緊急救援時不幸去世。受害者被送往首爾的六家醫院進行治療，其中包括國家警察醫院，而32名罹難者的遺體被送往首爾的15家醫院。其中也包括40歲的Adele Aida，她是來自菲律賓的非法移民，當時正在前往韓國的菲律賓人聚會。初步報導錯誤地報告了超過40人死亡，這是因為警方誤將死亡和受傷的名單混合或將死亡人數計算了兩次。

### 救援

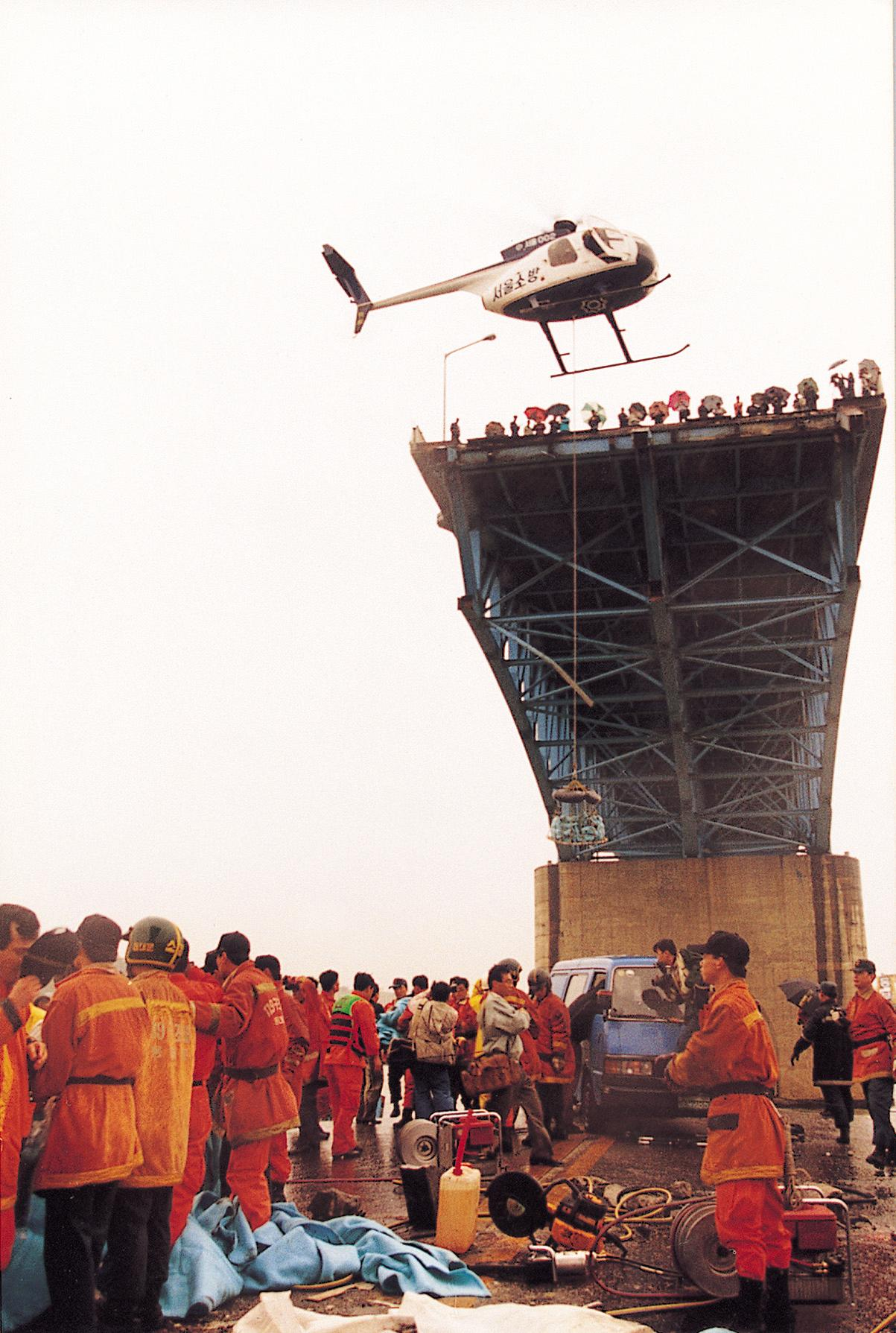
救援行動

11名警察和輔警在警車上隨著橋一起墜落，成為了這場災難的第一批救援人員。他們脫下衣服，將衣服綁成繩子，成功救出了10名溺水者。然而，在事故發生後的20多分鐘內，先遣急救員才抵達現場，並在上午8:10開始了救援行動。這次救援的延遲引起了公眾的不滿，特別是因為據稱，勤務中心最初將緊急求助電話誤認為是惡作劇。"。
這次救援行動由首爾市警察局的30名警員和漢江巡邏隊組成，他們動用了兩架直升機、三艘駁船和10艘高低桅帆船。到了上午9:40，韓國海軍的潛水救援隊派遣了20名潛水員到現場，專門負責從河中搜尋並打撈遺體。。
為了應對橋梁坍塌事故，首爾地方警察廳、大韓民國國軍以及首爾特別市消防災難本部總共動員了1,500人。救援隊伍中包括來自消防局的150名水下探索特種部隊。但救援工作受到雨水、潮汐和嚴重交通阻塞的干擾。

## 調查
官方最初表示，他們認為這次的倒塌是因為大橋長時間承受過度的負荷，導致生鏽的伸縮鉸鏈斷裂。經常有載重超標的車輛携帶超過其最大容量的負荷通過該橋。這促使了對漢江大橋上的超載車輛進行打壓，出於對發生類似倒塌的恐懼。韓國廣播公司在第二天的調查中發現，聖水大橋、東湖大橋和漢江大橋都受到了倉促的施工影響，指出大橋上使用嚴重生鏽的鋼材，橋梁上缺少螺栓，且橋梁的某些部分只在外部焊接。在大橋倒塌之後，還揭示了首尔特别市厅曾計劃通過調撥車道將大橋從四車道擴展到五車道。
1995年6月30日，首爾地區檢察署與大韓土木學會合作，發布了他們調查的白皮書結論。白皮書指出，橋梁倒塌的主要原因是焊接不良及連接垂直桁架的銷釘存在製造缺陷。倒塌後對橋梁連接處進行射線檢測，111個連接部位有110個存在缺陷、焊接未焊透等情況，厚度18mm的母材只焊進2至8mm。當時由於國內缺乏鋼板焊接技術，東亞建設因此聘請了一名在日韓國人來管理富平鋼廠。然而，由於他堅持檢查焊接而導致工程延遲，最終被解僱。
白皮書進一步指出，首爾市政府和東部公司未能對該橋進行適當的維護，甚至連基本的目視檢查和安全評估都沒有進行。這座橋的設計負荷只有36.3噸，但實際上它經常要承受超過47.3噸的負荷，這導致橋梁結構中產生了疲勞裂紋。當時，在首爾僅有四座橋能夠承受超過42噸的重量。此外，承建商以低成本聘用缺乏專業知識及經驗的分包商、缺乏施工監管及監管體制、維保的官員缺乏專業知識以及建設項目存在的腐敗等，這些都是造成倒塌的因素。即使橋梁的設計方案無瑕疵，但因施工質量缺陷、維保不善及車輛超載，綜合三種因素得出倒塌的風險是100%，聖水大橋的倒塌是不可避免的。”原始的白皮書因公開受害者的個資而受到批評，只有未成年人和十一名警察的個人資料被省略。此外，原始白皮書還公開了每位死亡受害者家屬所獲得的確切賠償金額。

## 法律程序
事發後不久，檢察機關立刻對「東亞建設」展開刑事偵查。四天之後，檢方發現「東部公司」在二月至四月期間，曾向首爾市政府提交了關於橋樑損壞的報告。這些報告明確指出，支撐聖水大橋的鋼樑急需維修，並附上了橋上損壞的照片。10月26日，首爾市府建設部門的主管以及另外六名官員因未進行日常檢查而偽報大橋安全，被檢方帶走。首爾地方檢察署的偵查顯示，因此次大橋倒塌事件，共逮捕了17人：包括四名首爾市府官員、七名「東部公司」官員，以及六名「東亞建設」官員。但檢方認為沒有足夠證據顯示前首爾市長李元鍾知道大橋存在倒塌的危險，因此他並未被逮捕。
這17名被告在首爾第七刑事地方法院由法官金東煥（김동환）集體受審，庭審於1994年12月15日開始。來自「東亞建設」的被告被控犯有犯罪疏忽造成死亡、受傷、交通阻塞及車禍的罪行。而首爾市府和「東部公司」的被告則另外被控涉嫌公文偽造、使用偽造的公文、私人文件偽造以及使用偽造的私人文件。來自「東亞建設」的被告辯稱，由於橋樑是在15年前建造的，因此疏忽殺人的五年時效已經過去。然而，法官裁定犯罪疏忽的時效應從事故之日算起，而非建造之日，這一裁決隨後也得到了上級法院的支持。官員們在作證時表示，他們並不知道有任何劣質施工的情況。。
1995年4月20日，地方法院判決16名被告有罪，唯獨施工現場經理申東賢（신동현）被判無罪，理由是申先生不可能知曉橋梁焊接的任何缺陷。刑期從十個月到三年不等，但由於法官考慮到這些被告已被拘留了六個月，且不應因15年前的劣質施工而受到進一步的懲罰，因此對他們做出了全部緩刑的判決。首爾地方檢察院對這些決定立即提起上訴，案件隨後被移交到首爾中央地方法院。
刑事上訴庭由法官韓正悳（한정덕）主持。1997年6月11日，上訴法院推翻了一審的裁決，判決申東賢有罪，並判他兩年有期徒刑。部燕鋼鐵廠的前生產經理朴孝洙（박효수）被判處兩年有期徒刑，此前他被判三年有期徒刑，緩刑五年。首爾東部建設辦公室的前主任呂勇元（여용원）被判處一年六個月的有期徒刑，他之前被判兩年徒刑，緩刑四年。其他被告的刑期都被撤銷，恢復為原判，從十個月到三年的有期徒刑，兩到五年的緩刑，以及每人500萬韓元的罰款（相當於2017年的900萬韓元）。
1995年12月，在一審和上訴審之間，法律經過修訂，減輕了偽造公文的刑罰，改為罰款。特別是，首爾市道路建設辦公室的前主管李臣永（이신영）是唯一一名未被指控疏忽殺人的被告。因此，在1997年6月，李的刑期從一年有期徒刑緩刑兩年，降低為500萬韓元的罰款。
首爾市道路維護辦公室的前主管金載錫（김재석）被判處一年六個月的有期徒刑，緩刑三年。首爾市的建設監督金碩基（김석기）和李宇淵（이우연）都被判處一年六個月的有期徒刑，緩刑三年；而李宇淵則另外被判處一年的有期徒刑，緩刑兩年。東亞建設的前副總裁金明年（김명년）和公共事務經理張來益（장래익）均被判處兩年的有期徒刑，緩刑五年。部燕鋼鐵廠的技術總監李奎大（이규대）被判處三年的有期徒刑，緩刑五年。
被告對此判決提出上訴，案件隨後被移交到韩国大法院。在南韓，韩国大法院只能審理關於法律的上訴，而不能改變判刑。被告辯稱，由於沒有個別的行為導致橋梁倒塌，因此他們個人並不對橋梁倒塌負責。在上訴法院的判決和最高法院的判決之間，有一名被告去世。1997年11月28日，最高法院維持了所有16名被告的定罪，並接受了下級法院的裁決，認定東亞建設工業公司因聖水大橋的劣質施工而犯有犯罪疏忽。

## 後續

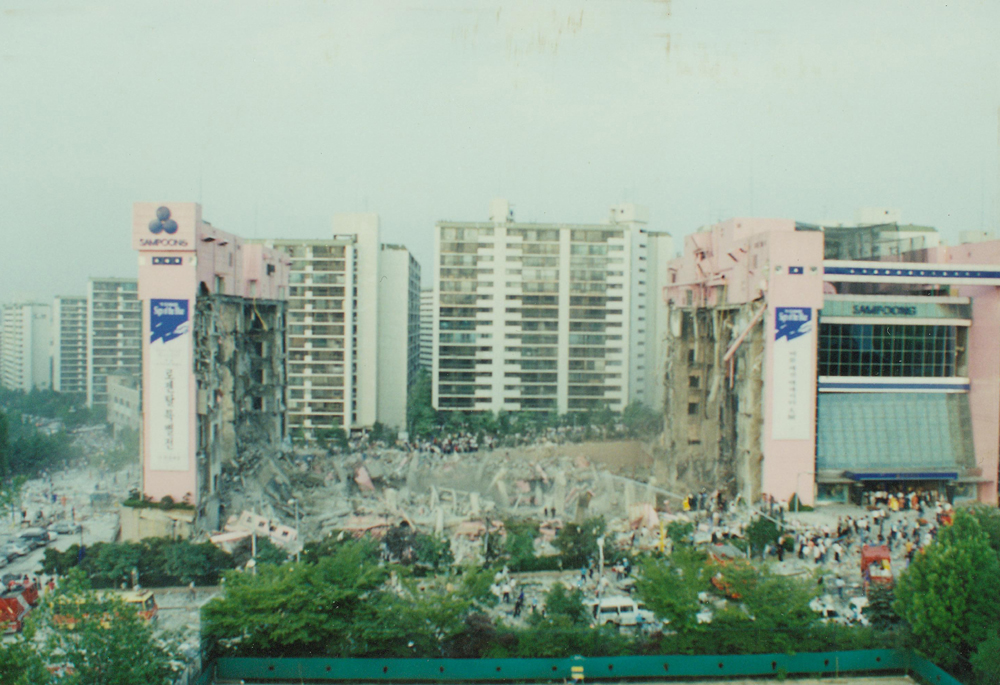
九個月後的三豐百貨店倒塌事故造成502人死亡，另有937人受傷。

估計有5,000輛車被迫改向幹道上，導致交通堵塞一直持續到當晚11點。事發後，總理李榮德想辭職，但是總統金泳三認為現在應該著重於改善安全措施，而不是換人。不過，首爾特別市市長李元鍾當天晚上7點提的辭呈卻被批准了。10月31日，他的職位被慶尚北道知事禹命奎接替，但後來因為爆出禹命奎之前當過副市長，那時內部就有報告質疑橋的安全性，所以11天後他又被崔秉烈取代。
金泳三總統於10月23日召開內閣會議，呼籲淘汰建設業中的不良公司，並修訂法律以加強檢查的深度和廣度。隔天，金總統在國家電視上發表他任期的第二次正式道歉。他表示，自1960年代以來，南韓的迅速發展帶來了正面和負面的結果，他的政府將承諾將對韓國人的所有風險降到最低。接著，他道歉表示，這場災難是因為他自己的不足，並認識到大橋倒塌揭示的管理系統中的問題。然而，九個月後發生三豐百貨店倒塌事故，成為南韓和平時期最致命的災難。在金泳三政府期間發生的重大災難使他的政府得到了“災難共和國”的暱稱。為回應這次大橋的災難，國會的反對黨呼籲金英三的內閣成員辭職，並提出不信任動議，但都被否決。
原訂於大橋倒塌後一週的首爾市民日慶祝活動被延後。那年的11月30日，記錄這次災難的報紙剪報被放入了紀念首爾成為首都600週年的「首爾千禧年時光膠囊」中。
2000年11月10日，東亞建設的母公司東亞集團，申請破產，並在六個月後解散。

### 補償
內閣給予在此事故中喪生的32人家屬每人400萬韓元（相當於2017年的800萬韓元）的賠償。此外，內閣支付了傷者的醫療費用，並與其家屬協商賠償，但警察除外。韓國的「非正式勞工友善協會」（비근로자 한·비친선협）和樂天福利基金會也通過菲律賓大使館給予Adele Aida的家屬賠償。很多生還者表示，這次災難給他們留下了永久的心理創傷。

### 影響
事故發生之後，舞鶴女子高等學校的校長吳喜錫指示學生在上下學途中不得經過漢江橋。這件事隨後引發了學區劃分的調整。。

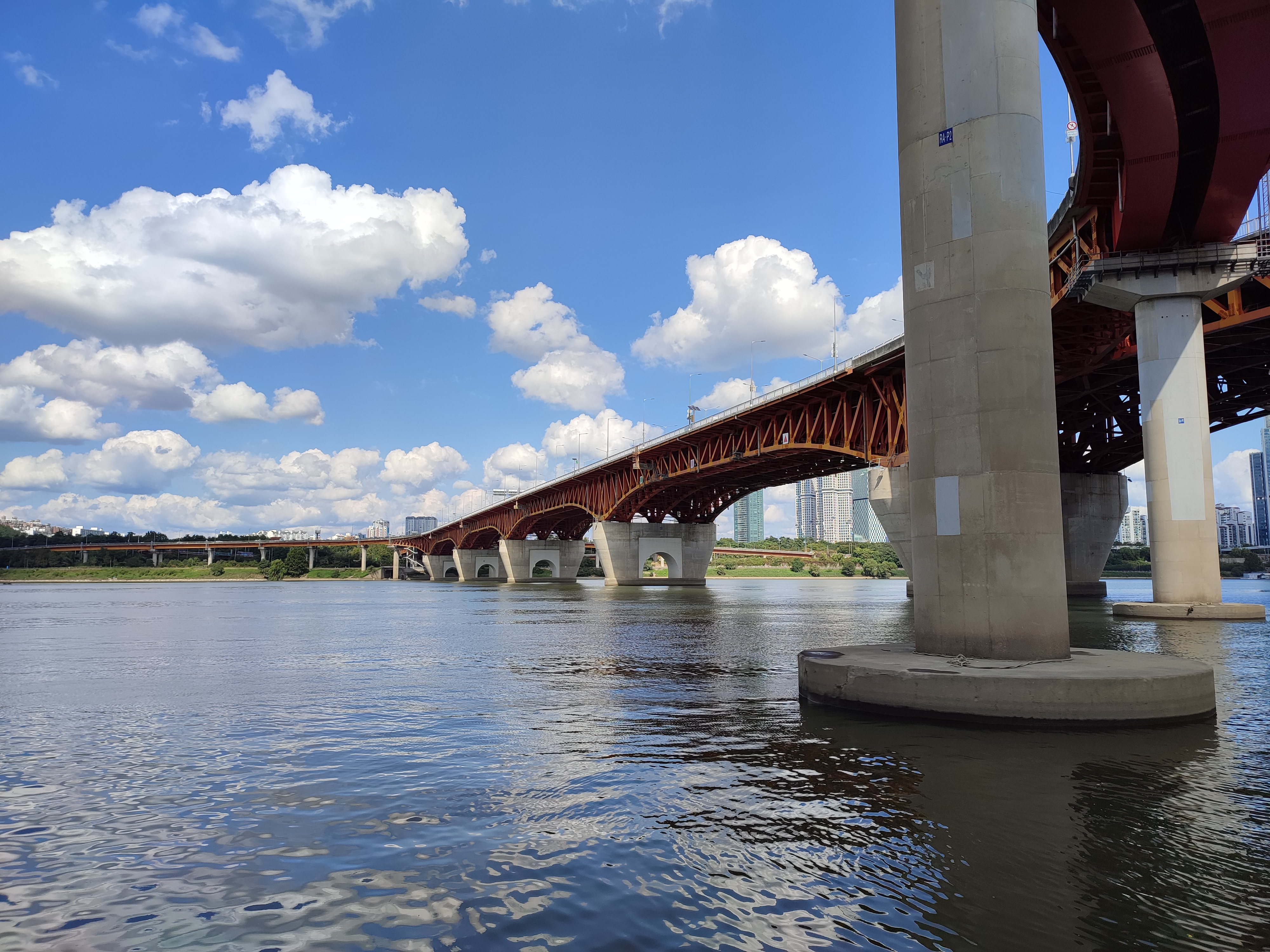
原址重建的聖水大橋

這次崩塌事件促使首爾特別市政府開始對跨越漢江的其他14座橋梁進行更加詳細的安全評估，同時也在研究是否能夠安全地對聖水大橋進行修復。因應這些調查，堂山鐵橋在1996年12月31日被關閉進行重建，並在1999年11月22日重新開放。
1995年1月5日，鑑於這次災難，「建築物安全管理特別法」獲得通過，對檢查的頻次和範圍進行了擴大。同年的7月，為了應對聖水大橋和三豐百貨店倒塌事故，「災害管理法」同樣被通過。
最初市政府計劃在三個月內完成聖水大橋的修復工作並重新開放供交通使用，但面對公眾的強烈反對，該計劃最終被取消。自1995年4月26日起，橋梁的剩餘部分開始被拆除，並在1996年3月由現代建設公司開始建造新橋。新橋的建造成本高達780億韓元（相當於2017年的1,340億韓元），大約是原始價格的6.8倍。新橋最終於1997年7月3日由市長趙淳主持揭幕，並在橋上舉行了一場隆重的紀念儀式。

### 紀念
「聖水大橋災難受害者紀念碑」（韓語：성수대교 사고 희생자 위령비）於1997年10月21日由聖水大橋災難受害者家屬建立。這座紀念碑是為了紀念災難的受害者，並旨在提高公共基礎設施安全管理的意識。該紀念碑位於橋樑北側江邊北路的中央，因其不便於步行訪問而受到批評。1999年8月18日晚上11時，50歲的張英男(장영남)在紀念碑前服毒自殺，後被送至漢陽大學醫院，但在8月22日下午11時5分仍不幸去世。他的女兒張世美(장세미)就是在這次災難中，乘坐16號公車時不幸喪生的舞鶴女子高等學校學生。每年都會在紀念碑前舉行紀念活動，2014年在此舉行了災難20週年的紀念儀式。

## 現場畫面
- 記者們聚集在橋的邊緣。
- 緊急救援人員從事故現場帶走淺藍色的袋子。
- 救援工作人員穿著橙色制服。
- 救援人員走向坍塌的橋梁。
- 被壓扁的16號公車。

## 外部連結
- 官方鑑定報告 （页面存档备份，存于）